# Rozjezd
Rozjezd je označení pro způsob organizace městské hromadné dopravy, při kterém se vozidla většího množství dopravních linek sjíždí z různých směrů na jedné nebo několika blízkých zastávkách, aby odtud ve stanovený čas pokračovaly opět různými směry poté, co je cestujícím umožněno mezi těmito vozidly přestoupit. Tím je možné malým počtem vozidel a tedy i s nízkými náklady zajistit dopravní obslužnost rozsáhlého území i v době nízké poptávky, zejména v noci či brzy ráno o víkendech a dnech pracovního klidu. Ačkoliv intervaly mezi jednotlivými spoji bývají delší, přepravní doba může být navzdory prodlouženým trasám srovnatelná s podmínkami plného provozu dopravní sítě vzhledem k obecně nízké intenzitě dopravy v příslušné denní době, nižšímu počtu obsluhovaných zastávek a preferenci využívání vozidel s lepšími jízdními vlastnostmi. Je-li rozjezdová organizace dopravy motivovaná snahou o snížení nákladů v době nižší poptávky po dopravě, bývá v některých městech její využívání podmíněno i vyšším jízdným ve srovnání s běžným režimem dopravy.

## Vozidla
Rozjezdy jsou v mnoha případech realizovány městskými autobusy, protože tato vozidla zvládají rychlejší rozjezdy a brzdění. Záleží ale na velikosti obsluhovaného území, jeho struktuře a výši poptávky. V některých městech se využívá i tramvajová doprava, případně se druhy vozidel kombinují. Důvodem k nepoužívání tramvají v době s nízkým objemem přepravy může být možnost provádění oprav tramvajových tratí v této době nebo možnost úspory nákladů vypnutím napájení tramvajové sítě.

## Rozjezdy v Česku
- Brno: Noční autobusová doprava s přestupním uzlem Hlavní nádraží
- Praha: Noční tramvajová doprava s přestupním uzlem Lazarská

## V populární kultuře
Komiksová povídka inspirovaná rozjezdovou noční dopravou v Brně nazvaná Brněnské rozjezdy, kterou v roce 2011 pro výstavu Brno in Comics vytvořil Tomáš Kučerovský, zaznamenala za dva týdny od zveřejnění na internetu přes 200 tisíc zhlédnutí.